# Mohamed Balhi
Pour les articles homonymes, voir Balhi.
 (mai 2018).
Si vous disposez d'ouvrages ou d'articles de référence ou si vous connaissez des sites web de qualité traitant du thème abordé ici, merci de compléter l'article en donnant les références utiles à sa vérifiabilité et en les liant à la section « Notes et références ».
 (mars 2024).
La mise en forme du texte ne suit pas les recommandations de Wikipédia : il faut le « wikifier ».
Les points d'amélioration suivants sont les cas les plus fréquents. Le détail des points à revoir est peut-être précisé sur la page de discussion.
- Les titres sont pré-formatés par le logiciel. Ils ne sont ni en capitales, ni en gras.
- Le texte ne doit pas être écrit en capitales (les noms de famille non plus), ni en gras, ni en italique, ni en « petit »…
- Le gras n'est utilisé que pour surligner le titre de l'article dans l'introduction, une seule fois.
- L'italique est rarement utilisé : mots en langue étrangère, titres d'œuvres, noms de bateaux, etc.
- Les citations ne sont pas en italique mais en corps de texte normal. Elles sont entourées par des guillemets français : « et ».
- Les listes à puces sont à éviter, des paragraphes rédigés étant largement préférés. Les tableaux sont à réserver à la présentation de données structurées (résultats, etc.).
- Les appels de note de bas de page (petits chiffres en exposant, introduits par l'outil «  Source ») sont à placer entre la fin de phrase et le point final[comme ça].
- Les liens internes (vers d'autres articles de Wikipédia) sont à choisir avec parcimonie. Créez des liens vers des articles approfondissant le sujet. Les termes génériques sans rapport avec le sujet sont à éviter, ainsi que les répétitions de liens vers un même terme.
- Les liens externes sont à placer uniquement dans une section « Liens externes », à la fin de l'article. Ces liens sont à choisir avec parcimonie suivant les règles définies. Si un lien sert de source à l'article, son insertion dans le texte est à faire par les notes de bas de page.
- La présentation des références doit suivre les conventions bibliographiques. Il est recommandé d'utiliser les modèles {{Ouvrage}}, {{Chapitre}}, {{Article}}, {{Lien web}} et/ou {{Bibliographie}}. Le mode d'édition visuel peut mettre en forme automatiquement les références.
- Insérer une infobox (cadre d'informations à droite) n'est pas obligatoire pour parachever la mise en page.

Pour une aide détaillée, merci de consulter Aide:Wikification.
Si vous pensez que ces points ont été résolus, vous pouvez retirer ce bandeau et améliorer la mise en forme d'un autre article.
Mohamed Balhi, né le 12 décembre 1951 à Biskra, est un écrivain, sociologue, journaliste, grand reporter et  directeur de la rédaction algérien.

## Biographie
Mohamed Balhi (de l'arabe, محمد بلحي) est natif de Biskra, en Algérie. Il est le fils de Sadek Balhi (1912-1996), commerçant, et de Hattab Lakri (1934-1995)  Il est marié à Draou Naïma, native de Nedroma (Tlemcen), spécialiste en psychologie clinique et ancienne directrice des Centres pour personnes âgées de Dely Brahim et Sidi Moussa (Alger). Il est père de trois enfants.    
Mohamed Balhi a effectué sa scolarité à Biskra jusqu'à l'obtention de la sixième. Au début des années 1970, alors lycéen à Batna, il est correspondant de presse d’El Moudjahid et du quotidien régional An Nasr, qui paraissait en français. 
Il a interprété au lycée des rôles dans des pièces de théâtre consacrées à la guerre du Vietnam , notamment une du dramaturge allemand Peter Weiss; puis, lui-même il a écrit et monté une pièce théâtrale qu’il a jouée au cinéma Régent de Batna et dans une salle à Arris, au cœur des Aurès. À l'université Constantine 1, il est l'un des fondateurs et animateurs de la cinémathèque de la ville ; il a lancé avec d’autres amis la cinémathèque de Biskra au cinéma Casino. 
En 1978-1980, il remplit ses obligations de service militaire dans la Marine nationale avec le grade d'aspirant (ex-Pérouse, Tamentefoust, Est d’Alger) puis est affecté à Alger et Tamanrasset.
Détenteur d'une licence en sociologie de l'université Mentouri à Constantine, il est journaliste à Algérie-Actualité de 1980 à 1994,. 
De 1992 à 1994, il est directeur de la rédaction d'Algérie-Actualité, en pleine tourmente terroriste. Il a couvert la guerre du Golfe (1990, 1991, 1992), la guerre du Liban (1984, 1989, 1992), le Sahara Occidental (1987) et effectué plusieurs reportages ou voyages personnels (Inde, États-Unis, Mexique, URSS, Arabie Saoudite, Iran, Burkina Faso, Sénégal, Mali, France, Maghreb...). 
Il parle français, arabe, anglais et espagnol. Globe trotter, dès son jeune âge, il a une parfaite connaissance du monde arabe, notamment l'Égypte où il a effectué plusieurs voyages. En mai 1982, il accompagne ses  parents pour la oumra, petit hadj, en Arabie saoudite. Ce voyage initiatique, en pleine guerre d'Afghanistan, lui a permis d'appréhender le wahhabisme et de décrypter les prêches dans les mosquées de Médine et de La Mecque. Dans Mesjed Ennabaoui, à Médine, le prédicateur algérien Abou Bakr el Djazairi, hostile au socialisme de Boumediene, natif de Tolga (Biskra), de nationalité saoudienne, tenait des halqas destinées aux pèlerins algériens. Mohamed Balhi et son père seront les hôtes, en compagnie de l’émir de Taief, d’Abu Bakr el Djazairi. 
À la même année, en 1982, une année après la victoire de François Mitterrand, il couvre les émeutes des trois V,  à Lyon (Vaulx-en-Velin, Vénissieux et Villeurbanne), qui ont secoué les ghettos de l'émigration pour la première fois en France. C'est là qu'il découvre les groupes de musiques contestataires Zebda et Carte de séjour. 
Mohamed Balhi a été le premier à s’intéresser au phénomène du raï (« Dis-moi mon sort », Algérie-Actualité, 10 août 1980), genre musical qu'il a médiatisé et fait connaître, notamment via l'ancien « porteur de valises » Jean-Louis Hurst, alors collaborateur du quotidien français Libération.
En 1985, lors d'un reportage au Burkina Faso, il avait fait une tournée avec Thomas Sankara à Gaoua, à la frontière du Ghana.
Il est le premier journaliste algérien à être privé de passeport et est devenu ISTN (interdiction de sortie du territoire national), en 1985, sans motif. 
En 1986, lors du Séminaire de la pensée islamique, qui s'est tenu à Tichy (Bejaia), il assiste au débat entre le penseur moderniste Mohammed Arkoun et le chef de file des Frères musulmans, l'Égyptien Mohammed al-Ghazali. Dans la salle était présent le leader palestinien Yasser Arafat. Mohamed Arkoun avait été traumatisé par un groupe d'islamistes qui criaient « Allahou Akbar » et apportaient leur soutien à Al Ghazali. Mohamed Balhi l'avait alors interviewé dans les colonnes d'Algérie-Actualité sur l'intrusion de l'islam politique dans les pays arabes. Tout était parti de l’interprétation du concept de « mythe » par le théologien égyptien. Mohamed Arkoun avait écrit dans son ouvrage Lectures du Coran  que « le Coran est basé sur le mythe », en faisant appel au structuralisme et à l’anthropologie, mais Al Ghazali, qui avait lu la version traduite du français à l’arabe, avait compris autre chose. En effet, le terme mythe en arabe خرافة signifie littéralement affabulation, racontars. Pour Al Ghazali, dire du Coran qu’il est basé sur des affabulations, c’était un crime de lèse majesté. Il était presqu’en larmes quand il avait demandé des explications à Mohamed Arkoun. En fait, l’un et l’autre n’étaient pas faits pour s’entendre car tout les séparaient. Mohamed Balhi apportera plus tard les éclaircissements nécessaires à Sylvie Arkoun, la fille de l’islamologue, pour la préparation du livre sur son père Les vies de Mohamed Arkoun sorti en France en 2014.
Après l’invasion du Koweit par les troupes irakiennes, Mohamed Balhi part à Bagdad pour couvrir l’embargo, imposé depuis le 6 août 1990, par le Conseil de Sécurité, au pays de Saddam Hussein. Le régime des sanctions économiques imposé par l’ONU, un embargo surtout pétrolier, visait à affaiblir un pays qui ne fut pas épargné par les effets de la guerre contre l’Iran voisin. Toujours pour le compte d’Algérie-Actualité, Mohamed Balhi fait partie des premiers journalistes à être présents dans la capitale irakienne aux premiers jours des bombardements lors de l’opération appelée Tempête du désert et donc à assister à la première guerre électronique dans le monde avec tirs de missiles Tomahawk. N’ayant plus les ressources de rester à Bagdad, où tout était cher, et ne pouvant communiquer avec l’extérieur, il dut quitter cette ville en prenant la route du poste frontalier iranien le plus proche car la route Amman-Bagdad soumise à des bombardements des Tornado devenait dangereuse. Muni de laisser-passer signé par un fonctionnaire du ministère irakien de l’Information, il prend la direction de l’Iran, en compagnie d’un journaliste du Soir d’Algérie. Arrivés tard la nuit à la frontière iranienne, les deux reporters sont logés dans des tentes avec des centaines de refugiés qui fuyaient la guerre. Le lendemain, ils demandent la restitution de leurs passeports pour se diriger vers Téhéran. Pas de passeport et refus de quitter les lieux tout seuls, leur a-t-on dit. Mohamed Balhi et son confrère seront acheminés vers Bakhtaran, avec d’autres refugiés sous escorte. A leur arrivée dans cette ville, un général de l’armée iranienne leur précise qu’ils ne seront relâchés qu’à la fin de la guerre et avec l’aval de la Croix rouge internationale. « Vous étiez dans une zone de guerre, vous avez vus des choses, vous ne partirez pas comme ça ! » avait dit le général. « Nous sommes journalistes et nous avons le droit de rentrer chez-nous » lui avait-t-on répondu. Niet ! La fonction de khabari nagar, journaliste, fait peur. En dépit du bus qui fut envoyé par l’ambassade d’Algérie à Téhéran, nouveau refus. Nos deux reporters sont ensuite conduits à Qom, au centre l’Iran, avec d’autres refugiés (Soudanais, Libanais, Yéménites…) dans une ancienne prison pour soldats irakiens ! Mohamed Balhi menace de recourir à une grève de la faim s’il n’est pas relâché. Après des tractations diplomatiques au plus haut niveau, les autorités militaires acceptent de laisser les deux reporters rentrer chez eux, avec restitution de leurs passeports. Le calvaire n’était pas fini, et il fallait entreprendre des démarches administratives et consulaires pour ne pas être en situation d’irrégularité. Plus de quatre semaines  d’«emprisonnement » absurde.  Le gouvernement algérien a ensuite pris le relais pour une prise en charge totale (location d’un appartement à Téhéran, billet d’avion Téhéran-Paris-Alger)
En août 1994, alors qu'il était directeur de la rédaction d'Algérie-Actualité, dans une action collective, il démissionne de cet hebdomadaire avec  le responsable de la publication Abdelkrim Djilali et d'autres journalistes, en signe de protestation contre le licenciement par le ministère de tutelle du jeune Sid Ahmed Semiane, qui écrivait sous le pseudonyme de SAS et critiquait dans ses chroniques le chef de l'État Liamine Zeroual. De l'été 1994 à 1996, il a vécu au chômage dans une semi-clandestinité à Alger, changeant constamment d'itinéraires pour rejoindre son domicile familial. Une période noire marquée par les assassinats où la presse était ciblée. 
En 1995, le chef du Rassemblement pour la culture et la démocratie (RCD) Saïd Sadi le sollicite pour faire partie de son staff de campagne en vue de l'élection présidentielle, en tant que consultant en communication.  
Le 11 février 1996, coïncidant avec le 21e jour du ramadhan, un attentat terroriste avait visé la Maison de la Presse qui est domiciliée dans le quartier Belouizdad (ex-Belcourt). C’était le chaos dans la rue Hassiba Ben Bouali. Le siège du Soir d’Algérie, en préfabriqué, avait été réduit en cendres. L’explosion provoquée par un véhicule piégé bourré de plus de 300 kg de TNT, a provoqué la mort de 29 personnes, parmi lesquelles trois journalistes : Allaoua Aït Mebarek, Mohamed Dorbane et Mohamed Derraza. Quelques semaines après cet acte criminel, Zoubir Souissi et Fouad Boughanem, actionnaires du journal, nullement découragés pour relancer leur journal, font appel à Mohamed Balhi et lui proposent  le poste de directeur de la rédaction. Ils étaient prêts à lui louer une chambre à l’hôtel Aurassi, un lieu sécurisé. Celui-ci accepte de rejoindre l’équipe rédactionnelle et leur demande seulement de lui affecter un chauffeur pour l’accompagner chez lui à l ‘est d’Alger, en changeant à chaque fois de véhicule banalisé.  Le 25 février 1996, Le Soir d’Algérie est de nouveau dans les kiosques, après avoir été hébergé un moment dans les locaux d’El Watan.
En 1996, il fait partie des journalistes maghrébins invités à Washington par la Banque mondiale et le FMI qui, pour la première fois, ont lancé une série d'ateliers pour mieux se faire connaître du public.  
De 1997 à 2000, il rejoint le quotidien El Watan en tant que chroniqueur-éditorialiste. Il ne pouvait pas être parmi les rédacteurs en chef dans ce journal car ce poste, à cette époque là, était réservé aux seuls actionnaires; ce qui était une aberration. Dans la presse privée, il y a deux collèges : le noyau des actionnaires et les autres.  
Entre 1996 et 1998, il réalise une série de reportages sur les régions affectées par le terrorisme (Mitidja, Kabylie, Ouest algérien). Avec le concours de son collègue et ami Abdelkrim Djilali, il sillonne les régions touchées par le terrorisme, notamment dans ce qu'on appelait « Le Triangle de la mort » (Boufarik, Bentalha, Larbaa).  
En 1998, il participe à un atelier organisé à l’hôtel Hilton du Caire par la Banque mondiale pour les journalistes de la région MENA, sur les réformes en Égypte.   
En juillet 1999, il fait partie de la cellule de communication du 35e sommet de l'Organisation de l'Unité Africaine (OUA), organisé à Alger, avec la participation d'une quarantaine de chefs d'Etat ou de gouvernement. "La plus large concentration de chefs d’État du continent africain réunis depuis des années s’est retrouvée hier à Alger pour tenter de se mobiliser contre les maux qui frappent l’Afrique" écrivait le quotidien libanais l'Orient- Le Jour, du 13 juillet 1999. La particularité de cet important évènement,  prioritairement consacré  à la résolution des conflits en Afrique, est qu'il était le dernier sommet du siècle et qu'il permettait à l'Algérie de sortir de l'isolement dans lequel elle s'était retrouvée durant la décennie noire. C'était l'occasion de voir de plus près des dirigeants comme le Nigérian Olusegun Obasanjo, nouvellement élu, le colonel Mouammar Kadhafi, le secrétaire général de l’Onu Kofi Annan....Lors du  Sommet extraordinaire de l'OUA, à Syrte (1999), en Libye, cette organisation portera l'appellation Union africaine (UA) Lors du 35e sommet de l’OUA, la Convention d’Alger, le premier accord à l’échelle africaine sur la prévention et la lutte contre le terrorisme, est adoptée. 
A la même année, en 1999, avec le succès du sommet de l'OUA, Il fera partie de la cellule de communication de l'Union interparlementaire arabe lors d'une session qui s'est déroulée à Alger ; il avait été enfin membre de la cellule de communication de la réunion des ministres arabes de l'Intérieur organisée dans la même capitale. 
Il est conseiller puis directeur des éditions à l'ANEP de 2000 à 2012 et enfin l'un des organisateurs du Salon international du livre d'Alger. 
En 2004, un des proches de l'ancien chef de gouvernement et opposant Ali Benflis le sollicite pour faire partie du staff de campagne à l'élection présidentielle.   
Passionné d'arts martiaux, ancien karatéka, il est un des fondateurs en 2010 du Judo club de Rouiba, dans la banlieue d'Alger.  
En 2011, il a enseigné à l'École nationale supérieure de journalisme et des sciences de l'information d'Alger, section Reportages et journalisme scientifique.  
Après le décès de l'écrivaine et académicienne Assia Djebar, survenu le 6 février 2015 à Paris, Mohamed Balhi a été chargé, comme consultant, par l'Entreprise nationale de communication, d'édition et de publicité (ANEP), de piloter le prix Assia Djebar du roman. La cérémonie d'attribution des prix  de cette prestigieuse distinction littéraire a eu lieu en  novembre 2015, en marge du Salon international du livre d'Alger (SILA) Après une interruption de deux années successives, à cause de la pandémie du Covid 19, le Prix est relancé en 2022.  
En 2016, il a dirigé le prix Les amis du livre. Habitué des grands événements politiques et culturels internationaux, il a couvert plusieurs festivals, colloques, congrès et séminaires.  